# São Pedro do Butiá
São Pedro do Butiá is een gemeente in de Braziliaanse deelstaat Rio Grande do Sul. De gemeente telt 2.802 inwoners (schatting 2009).

## Aangrenzende gemeenten
De gemeente grenst aan Rolador, Roque Gonzales, Salvador das Missões en São Paulo das Missões.